# Булуггін ібн Зірі
Абу'л-Футух Булуггін ібн Зірі Сайф-аль-Даула ібн Манада аль-Санхаджа (араб. أبو الفتوح سيف الدولة بلكين بن زيري بن مناد الصنهاجي; д/н — 984) — 1-й емір держави Зірідів в Іфрікії у 972—984 роках.

## Життєпис
Син Зірі ібн Манада, шейха племені такалата з берберської конфедерації санхаджа. У 940-х роках заснував фортеці Алжир, Медею і Міліану. Водночас допомагав батькові у придушенні повстання на чолі із Абу Язідом проти Фатімідів. За успішні дії Зірі ібн Манад призначається валі Магрибу.
960 року перетворив Алжир на портове місто. 962 року долучився до придушення повстання племені бану-іфран на чолі з Ялою ібн Мухаммедом.
971 року після загибелі батька призначений валі Магрибу. Продовжив війну проти Джафар ібн Алі, валі Магрибу, призначеного кордовським халіфом Аль-Хакамом II. Іншим ворогом був Ядду ібн Яла, шейх племені Бану-Іфран. 972 року призначається валі Іфрикії. 973 року отримує титул еміра. Фактично стає незалежним правителем. Резиденцію переносить до Кайруану.
976 року завдав поразки Джафару ібн Алі, витіснивши війська ворогів Фатімідів з центрального Магрибу. Отримав у володіння області Заб й М'сіла. Придушив повстання берберів-кутама, які претендували на владу в центральному Магрибі. Захопив Тлемсен, переселивши його мешканців до міста Ашир. За це мав почесні імена «Абу'л-Футух» (Батько перемог) і «Сайф аль-Даула» (Меч держави).

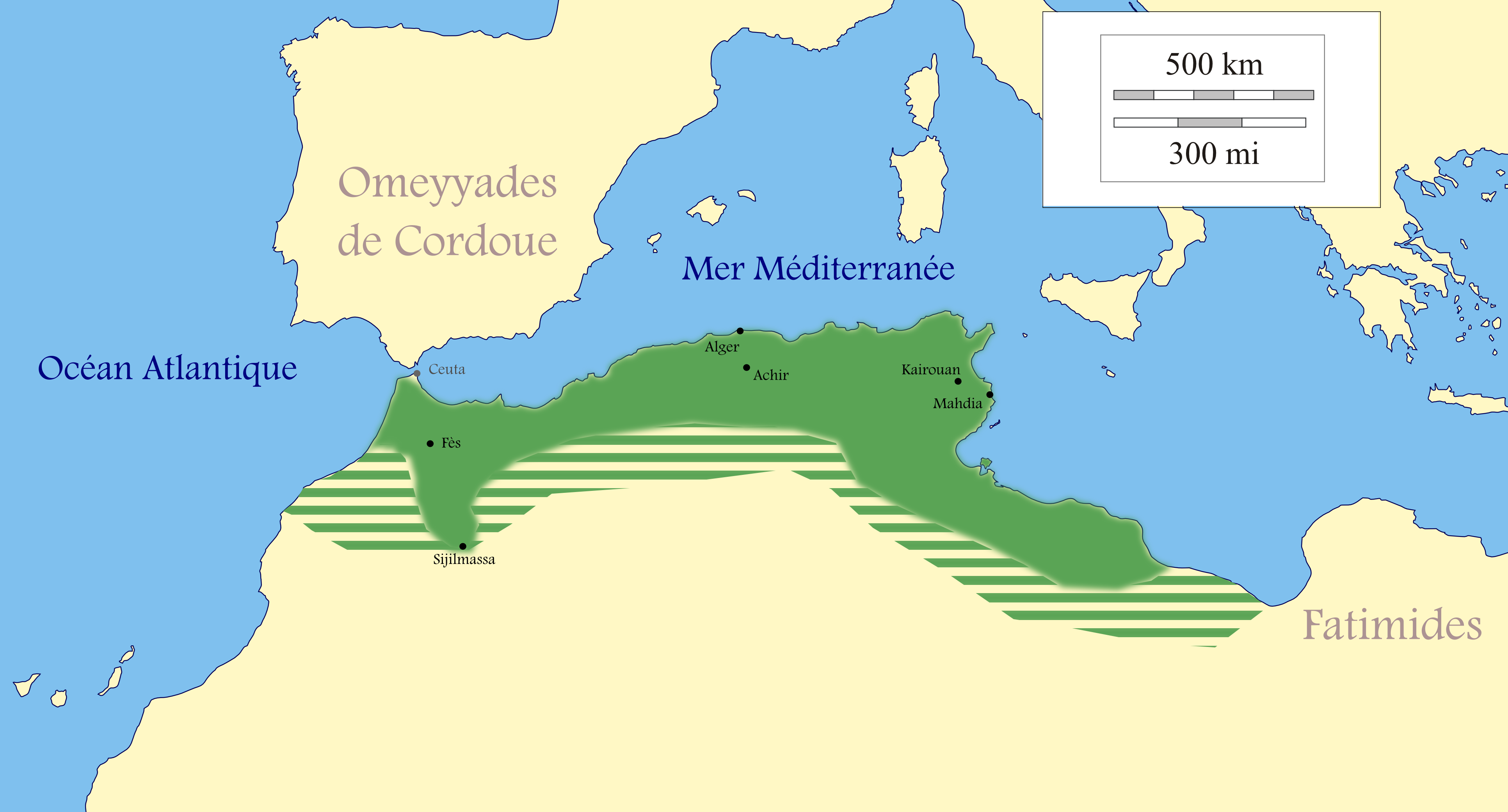
Володіння Булуггіна в 979—983 роках

978 року отримав владу над Триполітанією і Сицилією, над останньою номінально, оскільки Буллугін не мав флоту. 979 року завдав поразки берберським племенам конфедерації зената (іфран, мазата, маграва, хавара), захопивши Далекий Магриб з містом Фес, окрім міст Сеута і Танжер, а також Сіджильмаський емірат. Частину з підкорених племен розселив у центральному Магрибі. Буллугіну також вдалося завдати поразки берберам-берегватам, що визнали зверхність Фатімідів (фактично Зірідів). 980 року повернувся до Тахерту, але його загони до 983 року намагалися зберегти владу в Далекому Магрибі (Магриб аль-Акса).
Помер Буллугін ібн Зірі в травні 984 року. Владу успадкував його син Аль-Мансур ібн Буллугін.